# Rhynchactis leptonema
Rhynchactis leptonema es un pez que pertenece a la familia Gigantactinidae. Habita en los océanos tropicales y subtropicales donde se encuentra a una profundidad de unos 400 metros (1300 pies). Esta especie crece hasta una longitud de 12,6 centímetros (5,0 pulgadas) TL.
Fue reconocida por primera vez en 1925, por el inglés Charles Tate Regan.

### Lectura recomendada
- ASIH, American Society of Ichthyologists and Herpetologists0 Ontogeny and systematics of fishes. Based on an international symposium dedicated to the memory of Elbert Halvor Ahlstrom, 15-18 August 1983, La Jolla, California. Spec. Publ. Am. Soc. Ichthyol. Herpetol. 1:ix, 760 p. (Ref. 63).
- Moteki, M., K. Fujita and H. Kohno0 Stomach contents of longnose lancetfish, Alepisaurus ferox, in Hawaiian and central equatorial Pacific waters. J. Tokyo Univ. of Fish. 80(1):121-137. (Ref. 12036).
- Pietsch, T. W. / Carpenter, Kent E., and Volker H. Niem, eds. 1999. Gigantactinidae: Whipnose anglerfishes (deepsea anglerfishes). FAO species identification guide for fishery purposes: The living marine resources of the Western Central Pacific, vol. 3: Batoid fishes, chimaeras and Bony fishes, part 1 (Elopidae to Linophrynidae). 2036.
- Regan, C.T.0 New ceratioid fishes from the N. Atlantic, the Caribbean Sea, and the Gulf of Panama, collected by the 'Dana.'. Ann. Mag. Nat. Hist. (Ser. 9), 15(89):561-567. (Ref. 44404).